# Dybowec
Dybowec (bułg. Дъбовец) – wieś w południowej Bułgarii. Obwód Chaskowo, gmina Lubimec.